# Софтуерен патент
Софтуерният патент не е универсално приета дефиниция. Една дефиниция, предложена от Фондация за свободна информационна инфранструктура е, че софтуерният патент е „патент за всеки вид компютърно представяне, извършено чрез компютърна програма“.
Има интензивен дебат върху степента, в която софтуерни патенти трябва да бъдат присъждани, ако изобщо трябва да бъдат присъждани. Важни въпроси, отнасящи се до софтуерния патент включват:
- Къде се намира границата между софтуер, който може да бъде патентован и такъв, който не може да бъде патентован;[4]
- Дали инвентивните изисквания не са прилагани твърде свободно към софтуера;[5] и
- Дали софтуерните патенти не обезкуражават, отколкото да окуражават иновациите.[6]